# Paratanytarsus penicillatus
Paratanytarsus penicillatus är en tvåvingeart som först beskrevs av Maurice Emile Marie Goetghebuer 1928.  Paratanytarsus penicillatus ingår i släktet Paratanytarsus och familjen fjädermyggor. Arten är reproducerande i Sverige. Inga underarter finns listade i Catalogue of Life.